# 고마쓰역
고마쓰역(일본어: 小松駅)은 일본 이시카와현 고마쓰시에 있는 서일본 여객철도, IR 이시카와 철도의 철도역이다.
특급 선더버드·시라사기가 정차한다.

## 역 구조
2면 3선 구조의 고가역이다. 역장이 배치된 직영역으로, 다이쇼지역 ~ 미카와역 사이를 관리한다.

### 승강장

#### 신칸센
| 승강장 | 노선            | 방향 | 행선                |
| ------ | --------------- | ---- | ------------------- |
| 11     | 호쿠리쿠 신칸센 | 상행 | 가나자와・도쿄 방면 |
| 12     | 호쿠리쿠 신칸센 | 하행 | 쓰루가 방면         |

#### 재래선
| 1 | ■ IR 이시카와 철도선 | 하행 | 가나자와 · 도야마 방면          |                          |
| 2 | ■ IR 이시카와 철도선 | 하행 | 가나자와 · 도야마 방면          | 대피 및 시발 열차가 사용 |
| 2 | ■ IR 이시카와 철도선 | 상행 | 후쿠이 · 쓰루가 · 마이바라 방면 | 대피 열차가 사용         |
| 3 | ■ IR 이시카와 철도선 | 상행 | 후쿠이 · 쓰루가 · 마이바라 방면 |                          |

2번 승강장은 상·하행 열차의 대피와, 가나자와 방면에서 온 열차의 회차가 이루어지는 곳이다.

## 역세권 정보
- 고마쓰시청사
- 가나자와 지방재판소 고마쓰 지소

## 역사
- 1897년 9월 20일: 관설철도 (뒷날의 일본국유철도) 후쿠이 역 ~ 고마쓰 역 구간의 개통과 동시에 개업.
- 1987년 4월 1일: 민영화에 따라 서일본 여객철도의 소속이 되었다.
- 2017년 4월 15일: ICOCA 도입.[1]
- 2024년 3월 16일: 호쿠리쿠 신칸센 개통 및 재래선역은 IR 이시카와 철도로 이관됨.

## 인접역
| IR 이시카와 철도 ■ IR 이시카와 철도선 | IR 이시카와 철도 ■ IR 이시카와 철도선 | IR 이시카와 철도 ■ IR 이시카와 철도선 |
| ------------------------------------- | ------------------------------------- | ------------------------------------- |
| 아와즈 다이쇼지 방면                  | 보통                                  | 메이호 가나자와 방면                  |